# Svenska metallindustriarbetareförbundet
Svenska metallindustriarbetareförbundet, kortform Metall,  var ett svenskt fackförbund inom Landsorganisationen (LO) som ursprungligen bildades 1888 under namnet Svenska järn- och metallarbetareförbundet och som 1914 ändrade namn till Svenska metallindustriarbetareförbundet. Förbundet upphörde då det tillsammans med Industrifacket 2006 bildade Industrifacket Metall.

## Historia
- 1884 bildades landets första järnarbetarfackförening i Stockholm.
- 1888 hade allt flera fackföreningar tillkommit och detta år tog sex föreningar i Stockholm samt en i Malmö och en i Gävle, som sammanlagt representerade 514 medlemmar, initiativ till att bilda Svenska järn- och metallarbetareförbundet. Förste ordförande blev K. J. Karlsson.
- 1889 slutade förbundets första konflikt i Lund i nederlag
- 1893 bröt sig gjutarna ut ur förbundet och bildade Svenska gjutareförbundet. Även filhuggare och kopparslagare hade för avsikt att bildas egna förbund på 1890-talet, men så blev inte fallet.
- 1897 bildades en understödskassa och året efter en sjuk- och begravingskassa, som dock upphörde 1913. Samma år utbröt förbundets första stora konflikt på Kockums.
- 1902 omorganiserades förbundet så att yrkesföreningarna på de olika orterna slogs samman till en enda järn- och metallarbetarefackförening. Under den sorterade sedan verkstadsklubbar och yrkessektioner.
- 1903 utbröt en konflikt som först bara berörde åtta gjutare, men som växte ut till Sveriges största lockout omfattande 5 234 medlemmar.
- 1905 slöts det första riksavtalet Verkstadsavtalet 1905 med Sveriges verkstadsförening efter en lockout av 11 401 verkstadsarbetare. Konflikten, som av arbetsgivarparten hade beräknats vara över på sex veckor, kom att pågå i fem månader. I avtalet reglerades en 57 timmars arbetsvecka.
- 1906 blev även järnbrukens arbetare medlemmar i Metall och medlemsantalet ökar med 40 procent till 25 000.
- 1907 bröt sig elektrikerna ur förbundet och bildade Svenska elektriska arbetareförbundet.
- 1909 medförde storstrejken att 3 000 medlemmar lämnade förbundet och en kostnad på två miljoner kronor. Året därpå lämnade ytterligare 7 000 medlemmar förbundet.
- 1914 bytte förbundet namn till Svenska metallindustriarbetareförbundet.
- 1921 gick 40 procent av medlemmarna arbetslösa och understöden sänktes med 30 procent.
- 1923 hade förbundet 53 303 medlemmar. [1]
- 1925 började Sveriges genom tiderna längsta strejk vid Skyllbergs Bruk. Den pågick ända till 1930.
- 1930 uppnåddes medlemsantalet 100 000. 19 procent av dem var arbetslösa.
- 1932 var arbetslösheten inom förbundet 30 procent.
- 1939 överfördes järnbrukselektrikerna från Svenska elektriska arbetareförbundet.
- 1944 hade Metall 200 000 medlemmar.
- 1945 utbröt den landsomfattande metallstrejken. Den berörde över 100 000 medlemmar, kostade 42 miljoner kronor och varade under tiden 5 februari till 9 juli.
- 1947 anlände de första invandrargruppen: italienarna.
- 1949 överfördes rörarbetarna till det nybildade Svenska byggnadsarbetareförbundet.
- 1950 hade förbundet 353 avdelningar med 220 114 medlemmar.
- 1961 hade förbundet 300 000 medlemmar.
- 1963 började man införa storavdelningar och den första bildades i Lindesberg.
- 1964 återvände Svenska gjutareförbundet till Metall.
- 1970 svepte en våg av vilda strejker fram inom Metallyrkena.
- 1972 hade Metall 380 000 medlemmar och en kassaförmögenhet på 450 miljoner kronor.
- 1980 hade förbundet 454 543 medlemmar, varav 376 014 män och 78 529 kvinnor. [1]
- 1994 uppgick Svenska gruvindustriarbetareförbundet i Metall.
- 2006 upphörde förbundet, då man tillsammans med Industrifacket bildade det nya Industrifacket Metall.

## Ordförande genom tiderna (ej komplett)
- Fritjof Ekman (1925–1932)
- Gunnar Andersson (1932–1937)
- Oscar Westerlund (1937–1948)
- Arne Geijer (1948–1956)
- Åke Nilsson (1956–1971)
- Bert Lundin (1971–1981)
- Leif Blomberg (1982–1993)
- Göran Johnsson (1993–2005)